# Pinquillo

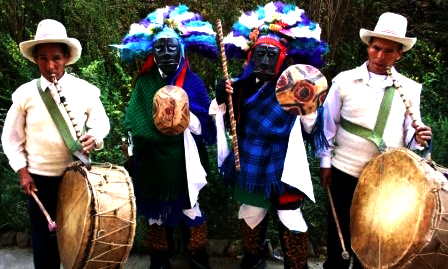
Integrantes de la danza ritual Mozo Danza (Perú), los músicos llevan pinkullos hechos de caña.

El pinquillo, pincullo, pincuyo, pinquilhue o comúnmente confundido con la quena, aunque sean musicalmente diferentes, es un instrumento musical aerófono, similar a una flauta dulce, originario de la cultura Tiwanakota.
Se han encontrado hallazgos arqueológicos de pinkillos hechos con huesos de camélidos que datarían de los años 400-600 d. C., en Tiahuanaco; la capital y mayor centro urbano de esta cultura, dando a entender la importancia de este instrumento en el desarrollo religioso y cultural de sus habitantes. 
Posteriormente tras la disolución del estado habría aparecido en los Aymaras, con la conquista Incaica se la adopta por los Incas y por la etnia relacionada Quechua, por Tiwanaku y el Imperio Incaico se ha logrado extender al resto del área andina. Tiene un gran parecido con la quena, razón por la que en ocasiones fue confundida por los cronistas españoles, pero a diferencia de esta, su embocadura presenta conducto. 

## Denominaciones y etimología
Las denominaciones utilizadas en quechua y en aimara para qualificar este instrumento son, entre otras: pinkillu, pinkullu, pinkuyllu. Esta palabra significa «delgado».
El alma pinkillu es también llamado muquni.

## Descripción
El pinquillo suele tener entre 30 a 50 centímetros, pero ejemplares más largos como los del Cusco pueden llegar a hasta 1 metro y 20 centímetros de largo. En su parte superior se encuentra una boquilla en forma de "U" por donde se sopla. Puede ser construido con caña, hueso (tibia) o madera, su sonido es similar a la quena. Las variantes de Ecuador suelen tener tres agujeros, mientras que las de Chile tienen seis o siete. Se suele tocar con una sola mano y mientras que con la otra puede acompañarse de un tamboril o bombo. También puede ser acompañado con otro músico tocando el cajón.
En Perú se toca el pinquillo durante ritos de fertilidad animal y en los carnavales, de manera tanto individual como grupal. En Bolivia existe la creencia de que el pincullo hecho de caña puede atraer la lluvia.
Asociado a rituales de fertilidad, el pincullo puede ser mojado con agua o con alcohol antes de ser tocado.
El instrumento es conocido con diversos nombres. En el noroeste de Argentina, Bolivia, Ecuador y Perú se le llama pinquillo (del aimara pinkillu) o bien pincullo, pincuyo, pingullo, pincollo u opingollo (del quechua pinkuyllu o pinkullu); en Chile se lo conoce como pinquilhue (del mapudungún pinküllwe).

## Patrimonio Cultural de la Nación en el Perú
En el año 2010 el aerófono conocido como Pinkuyllo fue declarado Patrimonio Cultural de la Nación del Perú, por su originalidad, importancia en los rituales y contribución en la afirmación de la identidad colectiva. Técnicamente, el pinkuyllo es una flauta de pico de medio tapadillo, que se fabrica cortando el extremo proximal del tubo en bisel, e introduciendo en él un taco de madera que a da la embocadura la forma de pico.
Este título fue concedido por Resolución Directoral Nacional RDN 2081/INC-2010 en septiembre del 2010, en mérito a la expresión de la identidad cultural y social con raíces prehispánicas, constituye un instrumento tradicional de gran originalidad. Con la publicación de la Resolución el Ministerio de Cultura del Perú resuelve en su artículo 1:

“Declara Patrimonio Cultural de la Nación al aerófono conocido como Pinkuyllo, tradicional de las provincias de Canas, Chumbivilcas y Espinar, región Cusco, en tanto constituye un instrumento tradiconal de gran originalidad y parte insustituible de rituales propios de esta área, contribuyendo así a la afirmación de la identidad colectiva regional y nacional.”

## Sonoridad
El Pincullo es menos áspero que la quena, ya que cuando se sopla por primera vez el pincullo devuelve un sonido armonioso y al soplar la quena no produce ningún sonido. En otras palabras el pincullo es un instrumento ideal al no tener que preocuparse por la respiración y digitación.